# Mauricio Gómez
Mauricio Alejandro Gómez Ríos (Laja, 5 de março de 1989) é um futebolista chileno que joga como atacante no Rangers.

## Carreira
Começou nas categorias de base da Universidad de Chile sendo o artilheiro na maior parte delas. Foi apelidade de Hormona, por sua grande estatura, mede 1,83 m, que diferenciava ele dos outros garotos de sua idade.
Estreou em 2006, com 17 anos de idade, no Torneo Clausura, quando a Universidad de Chile não consseguia pontuar e nem marcar gols.
Sem espaço, foi emprestado ao Universidad de Concepción, em 2010. Em 2011, foi emprestado ao Santiago Morning. Na temporada de 2012, foi emprestado ao Rangers.

## Estatísticas
Até 26 de fevereiro de 2012.

### Clubes
| Clube                     | Temporada         | Campeonato nacional | Campeonato nacional | Copa nacional[a] | Copa nacional[a] | Competições continentais[b] | Competições continentais[b] | Outros torneios[c] | Outros torneios[c] | Total | Total |
| Clube                     | Temporada         | Jogos               | Gols                | Jogos            | Gols             | Jogos                       | Gols                        | Jogos              | Gols               | Jogos | Gols  |
| ------------------------- | ----------------- | ------------------- | ------------------- | ---------------- | ---------------- | --------------------------- | --------------------------- | ------------------ | ------------------ | ----- | ----- |
| Universidad de Chile      | 2006              | 0                   | 0                   | 0                | 0                | —                           | —                           | —                  | —                  | 0     | 0     |
| Universidad de Chile      | 2007              | 0                   | 0                   | 0                | 0                | —                           | —                           | —                  | —                  | 0     | 0     |
| Universidad de Chile      | 2008              | 0                   | 0                   | 0                | 0                | —                           | —                           | —                  | —                  | 0     | 0     |
| Universidad de Chile      | 2009              | 0                   | 0                   | 0                | 0                | 0                           | 0                           | —                  | —                  | 0     | 0     |
| Universidad de Chile      | Total             | 0                   | 0                   | 0                | 0                | 0                           | 0                           | —                  | —                  | 0     | 0     |
| Universidad de Concepción | 2010              | 24                  | 3                   | 0                | 0                | —                           | —                           | —                  | —                  | 24    | 3     |
| Universidad de Concepción | Total             | 24                  | 3                   | 0                | 0                | —                           | —                           | —                  | —                  | 24    | 3     |
| Santiago Morning          | 2011              | 20                  | 6                   | 0                | 0                | —                           | —                           | —                  | —                  | 20    | 6     |
| Santiago Morning          | Total             | 20                  | 6                   | 0                | 0                | —                           | —                           | —                  | —                  | 20    | 6     |
| Rangers                   | 2012              | 4                   | 0                   | 0                | 0                | —                           | —                           | —                  | —                  | 4     | 0     |
| Rangers                   | Total             | 4                   | 0                   | 0                | 0                | —                           | —                           | —                  | —                  | 4     | 0     |
| Total na carreira         | Total na carreira | 48                  | 9                   | 0                | 0                | 0                           | 0                           | 0                  | 0                  | 48    | 9     |

- a. ^ Jogos da Copa Chile
- b. ^ Jogos da Copa Libertadores e Copa Sul-Americana
- c. ^ Jogos do Jogo amistoso

## Títulos
Universidad de Chile
- Campeonato Chileno (Torneo Apertura): 2009

Seleção Chilena
- Torneio Internacional de Toulon: 2009